# Лаваль, Пьер
Пьер-Жан-Мари́ Лава́ль (фр. Pierre Jean Marie Laval; 28 июня 1883, Шательдон, департамент Пюи-де-Дом — 15 октября 1945, Париж) — французский политик. В период Третьей республики занимал высокие государственные посты, был премьер-министром (1931—1932, 1935—1936). В 1936—1940 годах получил известность как медиамагнат, владелец нескольких газет и радиостанций. Активный деятель коллаборационного «правительства Виши» во время Второй мировой войны и его глава (премьер-министр) с 1942 по 1944 год.

## Молодость
Лаваль родился в Шательдоне, в Оверни, в семье мелкого сельского буржуа (его отец был владельцем кафе, мясником и почтальоном, а также владел виноградниками). Лаваль получил образование в сельской школе в Шательдоне, в 15 лет был отправлен в лицей в Лионе, а по возвращении в течение года изучал зоологию и получил лицензию на право преподавания естественных наук. В 1903 году был призван в армию, но год спустя комиссован в связи с варикозным расширением вен.
В 1903 году вступил в Центральный революционный комитет — революционно-социалистическую партию, созданную бланкистами и в 1905 году влившуюся во Французскую секцию Рабочего Интернационала (предшественницу Социалистической партии). В 1909 году женился на Жанне Клосса (Claussat), дочери мэра Шательдона, радикального социалиста. Пара переехала в Париж, где Лаваль начал карьеру адвоката — «защитника бедных». Его первым процессом был процесс анархо-синдикалиста Моне, обвинявшегося в хранении взрывчатых веществ и анархистских книг — выигрыш этого процесса создал ему популярность. В Париже вступил в масонство, видимо, в ложу Великий Восток.

## Начало политической карьеры

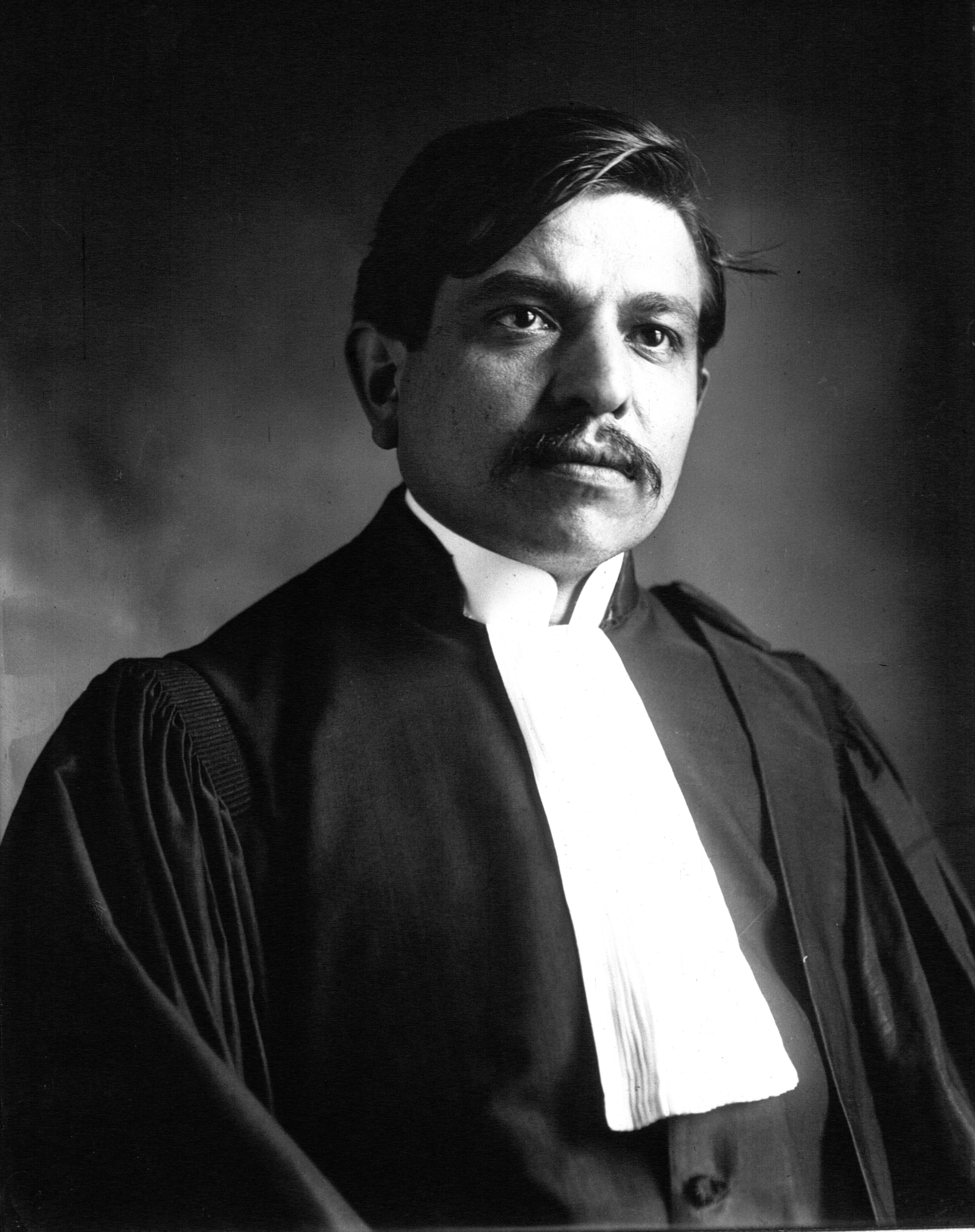
Молодой Лаваль (1913 г.)

В 1914 году избран в парламент от парижского пригорода Обервилье. Лаваль был известен как пацифист, он голосовал против закона об увеличении до 3 лет срока военной службы. Армейский опыт сделал его противником кадровой армии и сторонником народного ополчения. Его имя фигурировало в «книжке В» — списке 2000 потенциально подрывных элементов, которых следует интернировать с началом войны, чтобы они не воспрепятствовали мобилизации. Фактически, однако, с началом Первой мировой войны никаких арестов не последовало, и Лаваль остался на свободе (в армию он не был призван по состоянию здоровья). Его позиция оставалась умеренно-антивоенной. В 1917 году его обвиняли в связях с «предателями» и, в частности, в знакомстве с Троцким.
В 1919 году Лаваль не был переизбран в парламент. Его отношения с социалистической партией, распавшейся на собственно социалистов и коммунистов, ухудшаются. В 1923 году выступил на выборах мэра Обервилье. С предложением возглавить их список к нему разом обратились социалисты и коммунисты, но Лаваль предпочёл выставить собственный список, создав из своих личных сторонников «Независимую социалистическую партию» и в качестве её кандидата добившись избрания. Мэром Обервилье он оставался до конца своей политической карьеры. В 1924 году вновь избран в парламент по списку коалиции социалистов и радикалов.

## В правительствах Третьей Республики
В апреле 1925 года Лаваль получил пост министра общественных работ в правительстве Поля Пенлеве. Правительство продержалось только шесть месяцев, но Лаваль в результате вошёл в клуб бывших министров, из которого рекрутировались министры при составлении новых кабинетов. В 1930 году недолгое время был министром труда в правительстве Андре Тардьё. Ранее, в 1927 году, был избран сенатором от Сены. В 1928 году внёс большой вклад в принятие закона о социальном страховании.
После падения правительства Тардьё в конце 1930 года разразился правительственный кризис, выходом из которого оказалось сформирование правительства Лаваля 27 января 1931 года. Фактически, как считалось, за спиной Лаваля стоял Тардьё, который получил портфель министра сельского хозяйства. В числе видных членов правительства Лаваля были также Аристид Бриан, Андре Мажино и Поль Рейно. Франция в это время демонстрировала образцовую стабильность и выглядела весьма успешно в ситуации экономического мирового кризиса, и журнал «Тайм» назвал Лаваля человеком 1931 года.
Второе правительство Даладье пало в результате правого мятежа, случившегося 6 февраля 1934 года. После этого Лаваль был министром колоний в правительстве Думерга, а позднее принял портфель министра иностранных дел убитого Луи Барту. В этом качестве Лаваль проводил антигерманскую политику, видя в усиливающейся при Гитлере Германии «наследственного врага» Франции. Он пытался заручиться поддержкой против Германии со стороны Италии и СССР: 4 января 1935 г. подписал в Риме с Муссолини франко-итальянское соглашение, которым Франция уступала Италии часть Сомали и признавала права Италии на часть территории Абиссинии в обмен на поддержку против любой германской агрессии. В апреле того же года выступил инициатором Стрезской конференции, бывшей попыткой создать антигерманский франко-англо-итальянский блок в ответ на ремилитаризацию Германии. В мае того же года Лаваль посетил Москву и подписал договор со Сталиным.
В июне 1935 года Лаваль вновь становится премьером. Экономическое положение Франции к тому времени резко ухудшилось, как и положение внешнеполитическое: курс Лаваля на союз с Италией против Германии потерпел крах. В октябре Италия напала на Абиссинию. Лаваль и британский статс-секретарь по иностранным делам Сэмюэль Хор составили соглашение, призванное предотвратить санкции против Италии, но это не привело ни к чему: Лига наций ввела санкции, приведшие к сближению Муссолини с Гитлером, тогда как Лаваль дискредитировал себя репутацией покровителя агрессора. Кабинет Лаваля пал под соединённым натиском левых (январь 1936). После этого Лаваль уже не принимал участия в правительстве до 1940 года. После подписания Мюнхенского пакта Лаваль обвинял Даладье в уступке Германии и требовал возобновления франко-итальянского союза.
Тем не менее, с началом Второй мировой войны Лаваль занял амбивалентную позицию. Он утверждал, что войны следовало избежать дипломатическими средствами, но уж коли она началась, правительство должно вести её со всей энергией. Он голосовал в Сенате за военные кредиты. Вместе с тем он пропагандировал идею итальянского посредничества для прекращения войны.

## В правительстве Виши

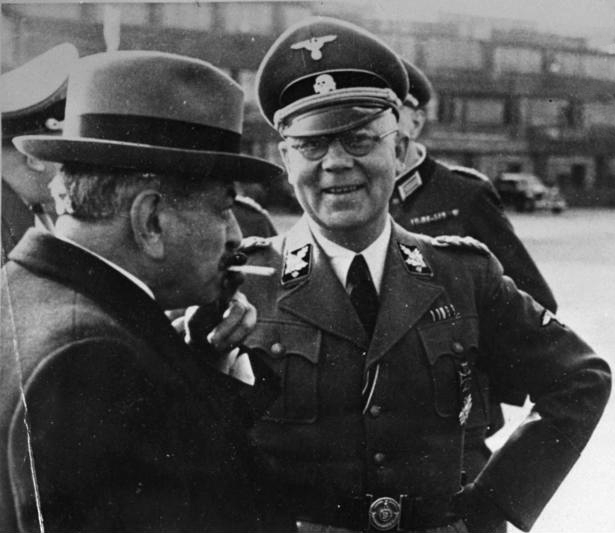
Лаваль (слева) и Карл Оберг (начальник немецкой полиции и СС во Франции) в Париже

Когда, после занятия немцами Парижа, Петену было поручено сформирование правительства, он внёс в список Лаваля в качестве министра юстиции. Однако Лаваль категорически потребовал портфеля министра иностранных дел и в конце концов получил его, став одновременно вице-премьером. В этом качестве Лаваль повёл политику на сближение с Германией, столь решительную, что этому сопротивлялись даже некоторые члены правительства. Лаваль считал, что благодаря этому сближению Франция сможет получить привилегированные условия в германской системе управления оккупированной Европой. В частности, он без консультации с другими членами правительства передал немцам право на медные рудники в Боре (Югославия) и бельгийский золотой запас, эвакуированный во Францию. Это стало одной из причин его отставки 13 декабря, когда Петен попросил всех министров написать заявления об отставке, но принял только отставку Лаваля и Риппера. Как утверждают, в отставке сыграла роль также личная неприязнь Петена к Лавалю из-за плебейских манер и самоуверенности последнего.
27 августа 1941 года, когда Лаваль в числе почётных гостей принимал в Версале парад Легиона французских добровольцев, отправлявшегося на войну в СССР, в него произвёл 5 выстрелов из пистолета легионер Поль Колетт — молодой рабочий, ранее член ультраправых организаций («Огненные кресты» и «Королевские молодчики»), из патриотических мотивов принявший решение примкнуть к Сопротивлению и вступивший в Легион с целью убийства кого-либо из видных коллаборационистов. Лаваль, однако, отделался лишь незначительным ранением, так как Колетт стрелял издалека. Колетт был приговорён к смерти, заменённой пожизненным заключением (он пережил войну и умер в 1995 году, став кавалером Почётного легиона). Его покушение, хотя и неудачное, вызвало широкий общественный резонанс. Под впечатлением от этого покушения Жан Ануй написал трагедию «Антигона».

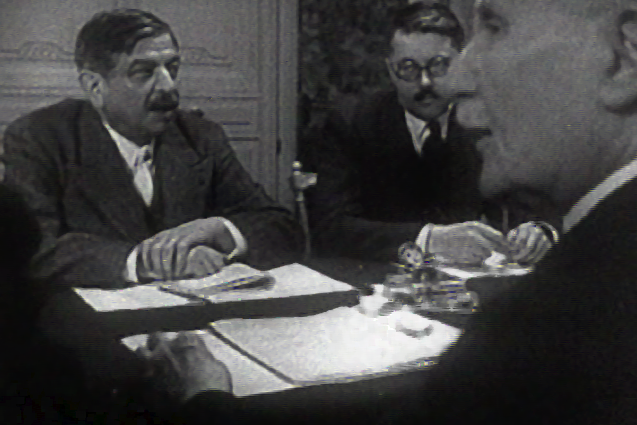
Лаваль и Петен на заседании правительства. Кадр документальной хроники

Преемник Лаваля адмирал Дарлан в декабре 1941 года, после поражения немцев под Москвой и вступления США в войну, начал дистанцироваться от немцев. Между тем отношения Лаваля с Петеном улучшились, и 18 апреля 1942 года Лаваль, не без покровительства немцев, назначается главой правительства (Дарлан сохраняет портфель министра обороны). Спустя 3 дня он произносит программную речь, в которой заявляет, что политика страны должна строиться на включении в германскую Европу, объединённую общим участием в борьбе против большевизма. Ещё более решительно Лаваль высказывается в своей речи по радио 22 июня 1942 года: «Я восстановлю с Германией и Италией нормальные и доверительные отношения. Эта война неизбежно приведёт к возникновению новой Европы. […] Чтобы создать эту Европу, Германия ведёт гигантские битвы […] Я желаю победы Германии, потому что без неё, завтра большевизм утвердится повсюду». Это открытое пожелание победы врагу вызвало во Франции всеобщее возмущение.
Со временем Лаваль концентрирует также портфели министра иностранных и внутренних дел, а также министра информации. Организовал насильственный вывоз лучших французских рабочих в Германию, разрешил на неоккупированной территории деятельность гестапо для борьбы с Сопротивлением, создал французский аналог СС («Милицию») и гестапо («Карленг»), руководил арестами и отправкой на уничтожение евреев Франции.

## Арест, суд и казнь

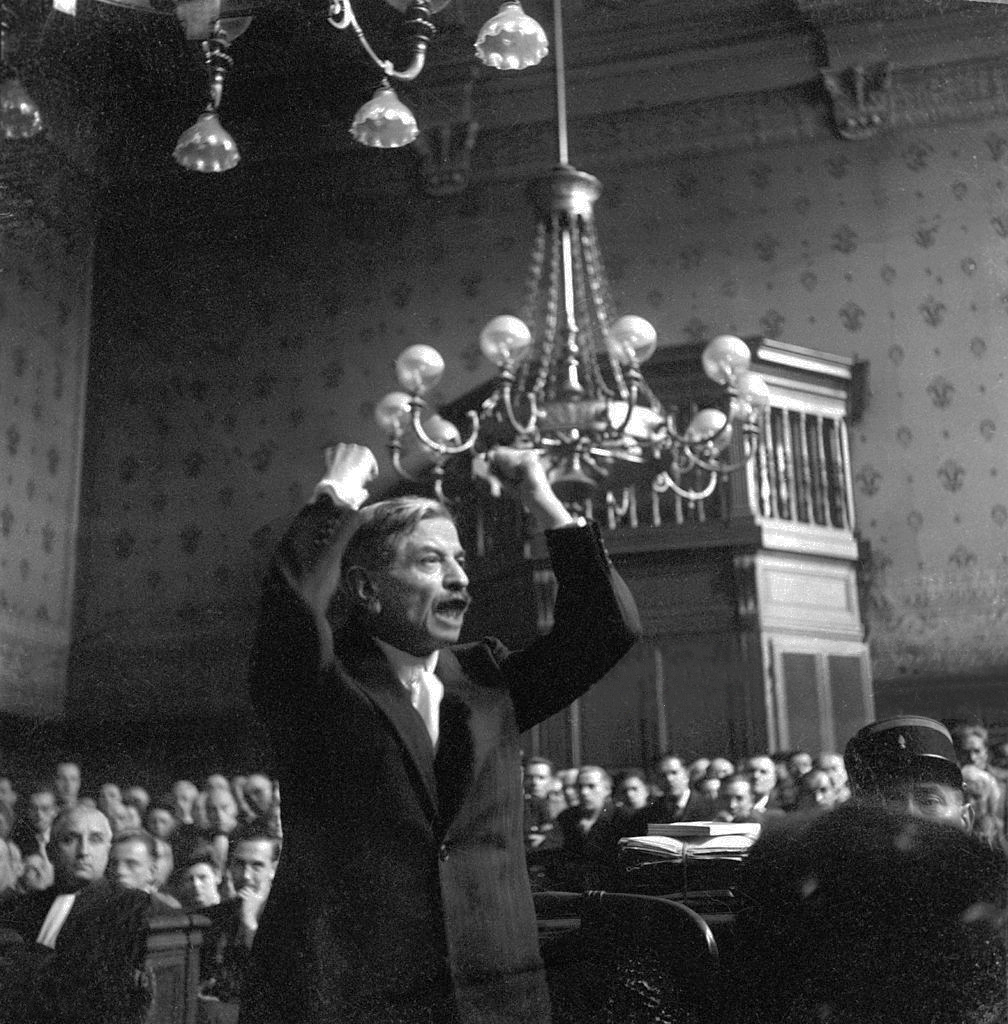
Лаваль во время суда. Октябрь 1945 года

Вместе с Петеном эвакуирован немцами в Зигмаринген, Баден-Вюртемберг. Не фигурировал в «Правительственной комиссии Зигмарингена» (вишистском правительстве в изгнании). Из Зигмарингена (в отличие от сдавшегося союзникам Петена) в мае 1945 года бежал в Испанию, но был интернирован в Барселоне и депортирован в Австрию. Союзники в июле 1945 года выдали его французскому правительству. Лаваль был предан суду в Париже.
4 октября 1945 года Лаваль предстал перед судом по обвинению в государственной измене и сотрудничестве с врагом, а уже 9 октября ему был оглашён смертный приговор. Суд спешили завершить из политических соображений (до всеобщих выборов, назначенных на 21 октября). Вопреки советам адвокатов, Лаваль отказался признать себя даже частично виновным, считая, что действовал в интересах французов, и надеясь доказать это в суде. Однако обвинительный уклон и политическая мотивированность процесса проявлялись крайне откровенно, вплоть до того что присяжные (многие из них были бывшими коллегами Лаваля по парламенту) не сдерживались в выражениях ненависти и освистывали Лаваля. В знак протеста от участия в процессе отказались все три адвоката Лаваля (один из них был членом Сопротивления), несмотря даже на личную просьбу генерала Де Голля; вслед за ними отказался от участия в процессе и сам Лаваль.
Впоследствии тогдашний министр юстиции Пьер-Анри Теитжен назвал процесс Лаваля «отвратительным», признав, что у Лаваля не было необходимых гарантий и что судопроизводство было крайне предвзятым, однако подчеркнув, что Лаваль был виновен и если бы процесс был проведён по всем правилам, приговор был бы тем же самым.
Лаваль был приговорён к смертной казни через расстрел. В утро приведения приговора в исполнение, 15 октября 1945 года, Лаваль пытался покончить с собой, выпив яд (цианистый калий), ампулу с которым он долгое время носил зашитой в полу пиджака. Он объяснил это нежеланием, чтобы французские солдаты совершили «преступление», убивая его. Генеральный прокурор, явившийся в камеру объявить Лавалю о казни, нашёл его в бессознательном состоянии. Однако поскольку от времени яд выдохся, ему сделали несколько промываний желудка. После того, как Лаваль пришёл в сознание, он был расстрелян. Он умер с возгласом: «Да здравствует Франция!» Был похоронен в общей могиле на кладбище Тье. 15 ноября семья получила разрешение перезахоронить Лаваля на кладбище Монпарнас.

## Де Голль о Лавале
Антагонист и главный политический противник Лаваля, генерал Де Голль, в своих мемуарах даёт ему следующую характеристику:

До самого конца он вёл борьбу, которая — этого не могла скрыть вся его ловкость — была преступной. Склонный по натуре, да и приученный режимом рассматривать всё с низменной точки зрения, Лаваль считал, что, как бы ни обернулись дела, важно быть у власти; что при наличии известной изворотливости можно выйти из любого положения, что нет такого события, которое нельзя было бы обратить себе на пользу, и нет таких людей, которых нельзя было бы сделать послушным орудием в своих руках. В разразившейся над Францией катастрофе он увидел не только бедствие для своей страны, но и возможность схватить бразды правления и применить в широком масштабе своё умение идти на сговор с кем угодно. Но победоносная Германия была не тем партнёром, с которым можно о чём-либо договориться. Для того, чтобы поле деятельности всё же открылось перед Пьером Лавалем, надо было принять как должное все бедствия Франции. И он их принял. Он решил, что можно извлечь выгоду и из самого страшного, пойти даже на порабощение страны, на сговор с захватчиками, козырнуть ужасающими репрессиями. Во имя проведения своей политики он пожертвовал честью страны, независимостью государства, национальной гордостью. И вдруг всё это возродилось и стало во весь голос заявлять о себе по мере того, как слабел враг.
Лаваль сделал свою ставку. И проиграл. У него достало мужества признать, что он несёт ответственность за случившееся. В своём правительстве, применяя для поддержания того, что невозможно было поддержать, всю присущую ему хитрость и всё упрямство, он, конечно, пытался служить своей стране. Не будем лишать его этого!

## Киновоплощение
- 1943 — «Миссия в Москву» — Алекс Чивра

## Первое правительство Лаваля (27 января 1931 — 14 января 1932)
- Пьер Лаваль — председатель Совета министров и министр внутренних дел;
- Аристид Бриан — министр иностранных дел;
- Андре Мажино — военный министр;
- Пьер-Этьен Фланден — министр финансов;
- Франсуа Пьетри — министр бюджета;
- Адольф Ландри — министр труда и условий социального обеспечения;
- Леон Берар — министр юстиции;
- Шарль Дюмон — морской министр;
- Луи де Шаппеделэн — министр торгового флота;
- Жак-Луи Думениль — министр авиации;
- Марио Рустан — министр общественного предписания и искусств;
- Огюст Шампетье де Риб — министр пенсий;
- Андре Тардьё — министр сельского хозяйства;
- Поль Рейно — министр колоний;
- Морис Делинь — министр общественных работ;
- Камиль Блэсо — министр здравоохранения;
- Шарль Гуэрнье — министр почт, телеграфов и телефонов;
- Луи Роллен — министр торговли и промышленности.

## Второе правительство Лаваля (14 января — 20 февраля 1932)
- Пьер Лаваль — председатель Совета министров и министр иностранных дел;
- Андре Тардьё — военный министр;
- Пьер Каталя — министр внутренних дел;
- Пьер-Этьен Фланден — министр финансов;
- Франсуа Пьетри — министр бюджета;
- Адольф Ландри — министр труда и условий социального обеспечения;
- Леон Берар — министр юстиции;
- Шарль Дюмон — морской министр;
- Луи де Шаппеделэн — министр торгового флота;
- Жак-Луи Думениль — министр авиации;
- Марио Рустан — министр общественного предписания и искусств;
- Огюст Шампетье де Риб — министр пенсий;
- Ашиль Фуль — министр сельского хозяйства;
- Поль Рейно — министр колоний;
- Морис Делинь — министр общественных работ;
- Камиль Блэсо — министр здравоохранения;
- Шарль Гуэрнье — министр почт, телеграфов и телефонов;
- Луи Роллен — министр торговли и промышленности.

## Третье правительство Лаваля (7 июня 1935 — 24 января 1936)
- Пьер Лаваль — председатель Совета министров и министр иностранных дел;
- Жан Фабри — военный министр;
- Жозеф Паганон — министр внутренних дел;
- Марсель Ренье — министр финансов;
- Людовик-Оскар Фроссар — министр труда;
- Леон Берар — министр юстиции;
- Франсуа Пьетри — морской министр;
- Марио Рустан — министр торгового флота;
- Виктор Денэн — министр авиации;
- Филипп Маркомб — министр национального образования;
- Анри Мопуаль — министр пенсий;
- Пьер Каталя — министр сельского хозяйства;
- Луи Роллен — министр колоний;
- Лоран Эйнак — министр общественных работ;
- Луи Лафонт — министр здравоохранения и физической культуры;
- Жорж Мандель — министр почт, телеграфов и телефонов;
- Жорж Бонне — министр торговли и промышленности;
- Эдуар Эррио — государственный министр;
- Луи Марен — государственный министр;
- Пьер-Этьен Фланден — государственный министр.

### Изменения
17 июня 1935 — Марио Рустан наследует Маркомбу (умер 13 июня) как министр национального образования. Гийом Бертран наследует Рустану как министр торгового флота.

## Четвёртое правительство Лаваля (18 апреля 1942 — 20 августа 1944)
- Пьер Лаваль — председатель Совета министров, министр иностранных дел, министр внутренних дел и министр информации;
- Эжен Бриду — военный министр;
- Пьер Каталя — министр финансов и национальной экономики;
- Жан Бишлонн — министр индустриального производства;
- Юбер Лагарделль — министр труда;
- Жозеф Бартелеми — министр юстиции;
- Габриэль Офан — морской министр;
- Жан-Франсуа Жаннекэн — министр авиации;
- Абель Боннар — министр национального образования;
- Жак Ле Руа Ладюре — министр сельского хозяйства;
- Макс Боннафуа — министр поставок;
- Жюль Бреве — министр колоний;
- Раймон Грассет — министр по делам семьи и здравоохранения;
- Робер Гибрат — министр связи:
- Люсьен Ромье — государственный министр.

### Изменения
- 11 сентября 1942 — Макс Боннафуа наследует Ле Руа Ладюре как министр сельского хозяйства, оставаясь также министром поставок.
- 18 ноября 1942 — Жан-Шарль Абриаль наследует Офану как морской министр. Жан Бишлонн наследует Гибрату как министр связи, оставаясь также министром индустриального производства.
- 26 марта 1943 — Морис Габольд наследует Бартелеми как министр юстиции. Анри Блео наследует Абриалю как морской министр и Бреве как министр колоний.
- 21 ноября 1943 — Жан Бишлонн наследует Лагарделлю как министр труда, оставаясь также министром индустриального производства и связи.
- 31 декабря 1943 — государственный министр Люсьен Ромье уходит из правительства.
- 6 января 1944 — Пьер Каталя наследует Боннафуа как министр сельского хозяйства и поставок, оставаясь также министром финансов и национальной экономики.
- 3 марта 1944 — должность министра поставок упразднена. Пьер Каталя остаётся министром финансов, национальной экономики и сельского хозяйства.
- 16 марта 1944 — Марсель Деа наследует Бишлонну как министр труда и национальной солидарности. Бишлонн остаётся министром индустриального производства и связи.